# Emilio Aceval
Emilio Aceval Merín (Asunción, Paraguai, 16 d'octubre de 1853 -Asunción, 15 d'abril de 1931) va ser president de la república del Paraguai. Els seus pares van ser don Leonardo Aceval i donya Mónica Marín. Va ser el seu germà el Doctor Benjamí Aceval, distingida personalitat dins de la cultura i la vida institucional d'aquest país. El Dr. Benjamí va morir sobtadament el 5 de juliol de 1900, amb aquest succés, una gran tristesa es va apoderar de don Emilio, ja que havia perdut a un dels seus més valuosos consellers. Es va casar molt jove amb Adelina Díaz de Bedoya, de la qual va enviduar, casant-se després amb donya Josefina Rivarola. Va ser membre del partit conservador Partido Colorado.

## La seva vida
Va ser un dels nens herois supervivents de la batalla de Acosta Ñu. Els seus estudis els va realitzar sota l'adreça del pare Fidel Maíz, però a l'esclat de la Guerra contra la Triple Aliança es va incorporar a l'Exèrcit, als 13 anys. Va ser ferit en Pirayú i després en Acosta Ñu, on va actuar amb el grau de sergent major. Dies després, va caure presoner en la batalla de Caraguatay. El seu abillament de soldat s'exhibeix en el Museu d'Història Militar.
En tornar a la capital, es va trobar amb la trista escena de la casa dels seus pares, que va anar cruelment saquejada, es va descobrir en una freda solitud, però reunits seus ho van ajudar a traslladar-se a Corrientes i després a Buenos Aires, on va reprendre les seves tasques escolars com a intern del Col·legi Nacional Central. Va prosseguir els seus estudis d'enginyeria en la postguerra, en 1876, però va haver d'interrompre'ls a causa d'una greu malaltia. Després de la seva recuperació, va realitzar un llarg viatge per Europa i Estats Units, d'on va tornar en 1881, i es va dedicar a la ramaderia, transformant-se en un fort hisendat. Va morir a la ciutat d'Asunción el 15 d'abril de 1931.